# Инграм, Гордон
Гордон Ингрэм (англ. Gordon Ingram; 30 декабря 1924 — 4 ноября 2004) — американский инженер-конструктор, изобретатель и предприниматель, основатель компании Military Armament Corporation, создатель семейства компактных пистолетов-пулеметов третьего поколения. Считался энтузиастом и популяризатором автоматических оружейных систем под пистолетные боеприпасы, рассматривается как один из самых ярких американских оружейников второй половины XX века.

## Биография
Родился в Лос-Анджелесе, Калифорния, впервые начал заниматься разработкой оружия во времена прохождения службы в вооруженных силах США, затем, работая в «Police Ordnance Company», создал пистолет-пулемет «Ingram Model 6» под боеприпас 11,43×23 мм. Мировую известность приобрел после разработки пистолетов-пулеметов MAC-10 и MAC-11 в 1964 г.

## Разработки
- Ingram Model 6
- MAC-10
- MAC-11